# Гаджиева, Зара Абдулвагабовна
Зара Абдулвагабовна Гаджиева, в девичестве — Мурзаева (10 июня 1922, с. Уллубийаул, Карабудахкентский район, Дагестанская АССР, РСФСР, СССР — 21 октября 2009) — бригадир полеводческой бригады Меркенского свеклосовхоза Министерства пищевой промышленности СССР, Меркенский район Джамбулской области. Герой Социалистического Труда (1948).

## Биография
Родилась 10 июня 1922 года в селении Уллубийаул Карабудахкентского района Дагестана. По национальности — кумычка. В 1934 году вместе с семьей была выслана в Казахстан, в Меркенский район Джамбулской области Казахской ССР, там же в 12 лет начала трудовую деятельность в овощеводческой бригаде совхоза № 2 Меркинского района Джамбульской области. Вскоре возглавила звено, а в 1942 году её назначили главой свекловодческой бригады из 80 девушек.
В 1947 году её бригада получила урожай в среднем по 814 центнера сахарной свеклы с каждого гектара на участке площадью 8 гектаров. Указом Президиума Верховного Совета СССР от 8 мая 1948 года удостоена звания Героя Социалистического Труда за «получение высокого урожая сахарной свёклы в 1947 году» с вручением ордена Ленина и золотой медали «Серп и Молот» (№ 2203).
Этим же указом званием Героя Социалистического Труда были награждены директор совхоза Павел Самойлович Холодов, старший агроном совхоза Марк Кириллович Шандренко, управляющие совхозными отделениями Аманжол Тургумбаевич Тургумбаев, Пётр Григорьевич Шах, старший механик Василий Кириллович Негода, передовые свёкловоды совхоза бригадиры Пётр Иванович Зотов, Антонина Самуиловна Нобель, Ихлас Кардашевич Токаев, звеньевые Тажудин Ильясович Аджиев, Гаджимагомед Казиевич Камбулатов, Шухаин Исмаилович Келеметов, Нузула Хачьяевна Курджиева, Анастасия Филипповна Николаева, Хапиз Исаевич Чупанов и Гульминиса Халиулевна Шеримбаева.
После 1957 года переселилась с семьёй в Дагестанскую АССР. Последние годы своей жизни проживала в Махачкале. Умерла в октябре 2009 года.